# 한준호 (정치인)
한준호(韓俊鎬, 1974년 2월 20일~)는 대한민국의 언론인 출신 정치인이다. 제21·22대 국회의원이다. MBC에서 아나운서로 2003년 부터 2018년 3월까지 활동하였다. 이후 정계에 입문하였다. 본관은 청주이며, 전주 출생이다.
연세대학교 수학과, 생활디자인학과를 나온 그는 LG유플러스의 전신인 (주)데이콤의 자회사 데이콤ST에서 프로그래머(1999년)로 커리어를 시작해 2000년 코스닥증권시장(현 한국거래소)에 입사하여 대리로 근무했으며 2003년 MBC 문화방송에 아나운서로 입사했다.
MBC 문화방송 주말 뉴스 앵커를 비롯해 2005년부터 본인의 이름을 단 프로그램인 닥터스 등 다양한 프로그램을 소화했지만 2008년 전국언론노동조합 총파업 당시 모든 방송에서 하차했다. 이후 2번의 징계를 받아 기획사업부와 정책기획실 등 아나운서국이 아닌 전혀 다른 특정 부서의 보직으로 발령받아 근무했으며 2017년 170일 파업후 복귀하였고 2018년 3월 MBC에서 퇴사했다. 주요 방송 출연작으로는 MBC의 닥터스, 쇼바이벌, 퀴즈 마스터, 행복충전 내일은 맑음, 제1회 대한민국 음악축제, 제 1/2회 세계여성포럼, 제36회 한국방송대상시상식 MC, MBC 주말뉴스, 라디오 뉴스 등이 있다.
멘사 회원으로 알려져 있으며, 교사 출신인 문진옥과 결혼해 슬하에 1녀 2남을 두었다.
2018년 3월 이후로는 저자 활동을 하던 중 우상호 의원의 서울특별시 시장 경선 캠프 대변인을 지냈으며, 2018년 9월에는 청와대 대통령 비서실 윤영찬 국민소통수석의 보좌급행정관으로 근무했다. 2020년 총선을 앞두고 더불어민주당 소속으로 경기도 고양시 을 지역구에 후보로 나섰다. 본선에서 52,47%의 득표율을 올리며 대한민국 21대 국회의원에 당선되었다. 2024년 제22대 총선에서 고양시 을 지역구에서 재선되었다.

## 저서
- 아빠가 읽는 임신육아책
- 가자 싱가포르
- 말할 수 있는 비밀

## 학력
- 풍남국민학교 졸업
- 우석고등학교 졸업
- 연세대학교 수학, 생활디자인학(학사, 96학번)
- 가톨릭대학교 글로벌융합대학원 글로벌한류비즈니스학 석사

## 경력
- 1999년: 데이콤 ST 프로그래머
- 2000년: 코스닥증권시장 애널리스트
- 2003년~2018년 3월: MBC 공채 아나운서
- 사)한국조혈모세포은행재단 홍보대사
- 전국언론노동조합 문화방송본부 교육문화국장
- UN 해비타트 한국위원회 전문위원
- 새로지음발전소 이사장
- 더불어민주당 당무위원
- 더불어민주당 정책위원회 부의장
- 2018년 9월~2019년 4월: 대통령비서실 국민소통수석실 행정관
- 2020년 4월 15일: 대한민국 제21대 국회의원 선거 당선(경기 고양시 을, 더불어민주당, 초선)
- 2020년 5월~: 더불어민주당 경기도당 고양시 을 지역위원회 위원장
- 2021년 2월~: 더불어민주당 노후원전 안전조사TF 간사
- 2021년 4월~2021년 5월: 더불어민주당 중앙당 선거관리위원회 위원
- 2021년 4월~2021년 11월: 더불어민주당 원내대변인
- 2021년 5월~: 더불어민주당 미디어혁신특별위원회 위원
- 2022년 9월~2023년 12월: 더불어민주당 홍보위원장
- 2023년 11월~2024년 4월: 더불어민주당 제22대 국회의원 선거 기획단 위원
- 2024년 4월 10일: 대한민국 제22대 국회의원 선거 당선(경기 고양시 을, 더불어민주당, 재선)
- 2024년 8월~: 더불어민주당 최고위원
- 2025년 6월~: 더불어민주당 정치검찰조작기소대응특별위원회 위원장

## 의정 활동
- 2020년 5월 30일~2024년 5월 29일: 제21대 국회의원(경기 고양시 을, 더불어민주당, 초선)
  - 2020년 6월~2021년 11월: 제21대 국회 전반기 과학기술정보방송통신위원회 위원
  - 2020년 6월~2021년 5월: 제21대 국회 전반기 예산결산특별위원회 위원
  - 2021년 7월~2022년 5월: 제21대 국회 전반기 국회운영위원회 위원
  - 2021년 11월~2022년 5월: 제21대 국회 전반기 국토교통위원회 위원
  - 2021년 11월~2022년 5월: 제21대 국회 언론미디어제도개선 특별위원회 위원
  - 2022년 7월~2024년 5월: 제21대 국회 후반기 국토교통위원회 위원
  - 2022년 7월~2024년 5월: 제21대 국회 후반기 여성가족위원회 위원
- 2024년 5월 30일~: 제22대 국회의원(경기 고양시 을, 더불어민주당, 재선)
  - 2024년 6월~: 제22대 국회 전반기 국토교통위원회 위원

## 역대 선거 결과
|  | 52.40% |

|  | 61.24% |

## 소속 정당
| 소속 정당 | 소속 정당    | 소속 기간 | 비고      |
| --------- | ------------ | --------- | --------- |
|           | 더불어민주당 | 2018      | 정계 입문 |
|           | 무소속       | 2018~2020 | 탈당      |
|           | 더불어민주당 | 2020~현재 | 복당      |

## 수상 및 수훈

### 수상
- 제17회 한국어문상 특별상(2005년 12월)
- 대한민국 국회 의정대상
- 대한민국 청렴대상 정치부문

### 수훈
- 방송통신위원장 표창 외교통상부문 한중FTA 표창장(2008년 12월)

## 같이 보기
- 고양시 덕양구의 국회의원
- 고양시 을
- 고양시 일산동구의 국회의원
- 고양시의 국회의원